# Edmund Beecher Wilson
Edmund Beecher Wilson, född 19 oktober 1856 i Geneva, Illinois, död 3 mars 1939, var en amerikansk zoolog. 
Wilson var professor i zoologi vid Columbia University i New York. Han inlade stora förtjänster om flera av den allmänna zoologins grenar såsom genetiken och celläran. Bland hans arbeten märks General Biology (tillsammans med William Thompson Sedgwick, 1887), Atlas of Karyokinesis and Fertilization (1895) och The Cell in Development and Inheritance (1896).